# 永定 (莫朝)
永定（えいてい）は、ベトナム莫朝の宣宗莫福源が使用した元号。1547年。

## 西暦との対照表
| 永定 | 元年     |
| 西暦 | 1547年   |
| 干支 | 丁未     |
| 黎朝 | 元和15年 |
| 明   | 嘉靖26年 |